# Monitor monocromo

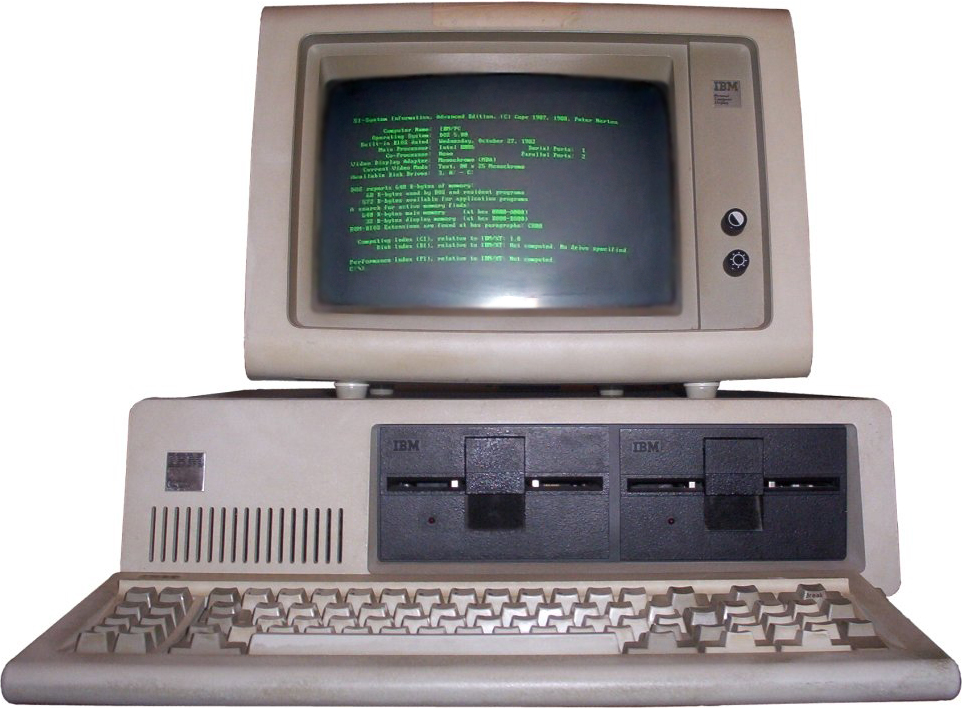
Un ordenador IBM con un monitor monocromo verde.

Un monitor monocromo es un tipo de monitor de ordenador que fue muy común en los inicios de la computación, desde la década de los 60 a la de los 80, antes de que los monitores de color fuesen populares. Aún siguen utilizándose en algunos sistemas computarizados de cajas registradoras, entre otras aplicaciones.
Al contrario que los monitores de color, que visualizan texto y gráficos en múltiples colores a través del uso de intensidades alternativas de fósforos rojos, verdes y azules, los monitores monocromos solo tienen un color (mono= uno, cromo= color). Por dicho motivo eran conocidos también como «monitor» o «pantalla de fósforo». Todos los textos y gráficos se visualizan en ese color. Algunos monitores tienen la capacidad de variar el brillo de píxeles individuales, creando de ese modo la ilusión de profundidad y color, exactamente igual que un televisor en blanco y negro.
Los monitores monocromo están disponibles en tres colores: si se usa el fósforo P1, la pantalla es monocroma verde. Si se usa el fósforo P3, la pantalla es monocroma ámbar. Si se usa el fósforo P4, la pantalla es monocroma blanca, este es el mismo fósforo usado en los primeros televisores. Se ha dicho que las pantallas ámbar son mejores ergonómicamente, específicamente reduciendo la vista cansada, pero estas afirmaciones parece que tienen poco fundamento científico.
Los monitores monocromo, pixel por pixel, producen texto e imágenes más definidas que los monitores CRT de color. Esto es porque en un monitor monocromo, cada pixel se crea a partir de un punto de fósforo, localizado en el centro del pixel, mientras que en un monitor en color, cada pixel se crea a partir de tres puntos de fósforo (uno rojo, otro azul y otro verde), y ninguno de ellos está en el centro del pixel. 
Los monitores monocromo se usaron en casi todos los terminales y siguen usándose ampliamente en aplicaciones basadas en texto como máquinas registradoras computerizadas y sistemas de punto de venta debido a su mayor definición y su mayor legibilidad.
El problema de los monitores monocromo es su facilidad de quemado de pantalla (de aquí el uso y nombre de los salvapantallas) debido al hecho de que los fósforos usados son de intensidad muy alta. Otro efecto de la alta intensidad de los fósforos es el denominado como "ghosting", donde una luminiscencia de los contenidos de la pantalla se puede seguir viendo después de que la pantalla se haya borrado. Esto tiene un cierto lugar en la cultura popular, como se evidencia en varias películas como Matrix.